# Risalto idraulico
Il risalto idraulico, o salto di Bidone, è un fenomeno idraulico descritto per la prima volta nel 1820, che consiste in un brusco innalzamento del pelo libero di un liquido in movimento. Questo fenomeno si manifesta quando la corrente del fluido passa da una condizione veloce a una lenta, per esempio a causa di una diminuzione di pendenza dell'alveo. Ciò provoca una dissipazione di energia: parte dell'energia cinetica è convertita in energia potenziale, provocando l'innalzamento improvviso della quota del pelo libero, e la restante parte viene invece dissipata generando vortici e turbolenze, quindi sotto forma di calore e rumore.
Prende il nome dal professor Giorgio Bidone (1781-1839) dell'Università degli Studi di Torino, che lo studiò.
Il fenomeno è molto sfruttato ai fini pratici per dissipare l'energia di una corrente veloce. 

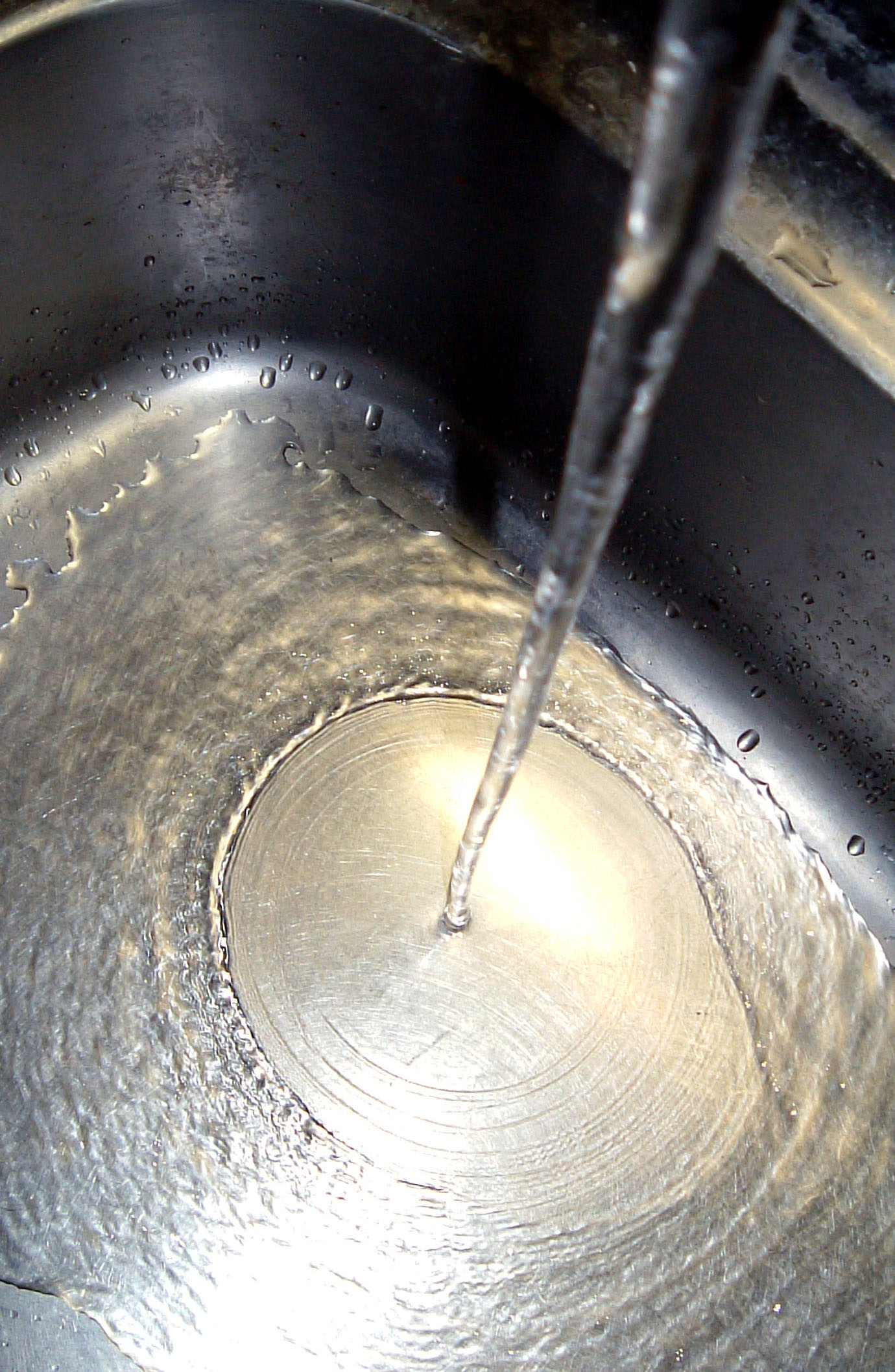
Un comune esempio di risalto idraulico consiste nell'onda stazionaria di forma quasi circolare che si forma intorno al getto d'acqua che cade in un lavandino. L'onda è facilmente visibile, e separa le due regioni in cui il fluido ha profondità diversa. Infatti, appena l'acqua colpisce il fondo del lavello si muove con una velocità elevata (condizione supercritica). A un certo punto, determinabile con un bilancio di quantità di moto, si forma il risalto: esso dissipa parte dell'energia del fluido, che quindi perde velocità e aumenta la propria profondità (condizione subcritica).

## Origine
Le correnti a pelo libero si distinguono in correnti veloci (dette anche supercritiche) e correnti lente (subcritiche). La velocità rispetto alla quale una corrente si definisce veloce o lenta è detta "velocità critica" e rappresenta la celerità relativa con cui si propagano le onde di piccola ampiezza nelle correnti a superficie libera. Tali onde possono dunque propagarsi solo verso valle se la corrente è veloce (supercritica, ossia di velocità maggiore alla velocità critica), anche verso monte se la corrente è lenta (subcritica, ossia di velocità inferiore alla velocità critica).
Per una portata e una geometria dell'alveo fissate, alla velocità critica corrisponde un certo valore dell'altezza del pelo libero detta "altezza critica". Una corrente lenta si caratterizza da un'altezza maggiore rispetto all'altezza critica; viceversa per quanto riguarda l'altezza di una corrente veloce.
Quando in uno stesso alveo una corrente lenta sussegue a una corrente veloce, il raccordo tra le due diverse altezze del pelo libero si verifica attraverso un risalto idraulico, un fenomeno di tipo ondoso, con o senza frangimento.

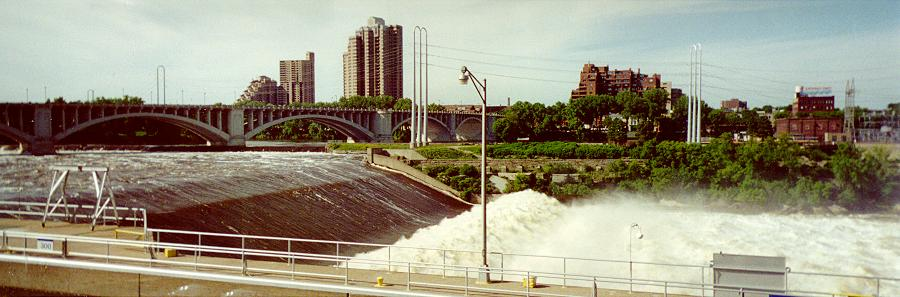
Classico esempio di utilizzo di un risalto idraulico per dissipare l'energia di un fiume. Tramite un'apposita opera idraulica, si provoca un risalto localizzato alla fine dello scivolo. Saint Anthony Falls, Mississippi.

Secondo l'United States Bureau of Reclamation, il risalto idraulico si classifica in base al numero di Froude della corrente a monte, in:
- risalto ondulato: la corrente è prossima allo stato critico sia nel tronco veloce a monte che in quello lento a valle. Il pelo libero assume la forma di una successione di ondulazioni stazionarie e smorzate intorno al livello di valle. L'ammontare di energia dissipata è trascurabile. Numero di Froude tra 1 e 1,7.
- risalto debole: il risalto comincia ad essere più marcato. La dissipazione è ancora modesta. Numero di Froude tra 1,7 e 2,5.
- risalto oscillante: il risalto si sposta avanti e indietro, verso valle e verso monte. Numero di Froude tra 2,5 e 4,5.
- risalto stabile: è la classe di risalto che si cerca di ottenere nelle opere idrauliche. Dissipa tra il 45% e il 70% dell'energia del fluido. È piuttosto stabile e insensibile alle condizioni di valle. Numero di Froude tra 4,5 e 9.
- risalto forte: la dissipazione di energia arriva anche all'85%. Risalti così forti sono di solito evitati a causa delle forti erosioni che provocano. Numero di Froude maggiore di 9.